# Église Saint-Denis de Rillieux-la-Pape
L'église Saint-Denis est située sur la commune de Rillieux-la-Pape dans le département du Rhône, en France.

## Description
Elle est située sur une colline la rendant visible des alentours.
La construction, menée à bien grâce à une souscription, un legs et une subvention de la ville, se fit en deux étapes: Tout d'abord le chœur, la nef, la sacristie et les trois premiers travées du chevet, puis dans un second temps la façade, le clocher, et la quatrième travée.

## Historique
À cet emplacement se trouvait la chapelle d'un prieuré. Cette chapelle datait du IXe siècle et subit de nombreux travaux.
Un nouvel édifice fut construit sur ces fondations, du 26 juin 1864 au 22 octobre 1865.
En 2017, elle bénéficie d'un projet d'éclairage de la façade et du clocher mettant en valeur son architecture,.